# Carlos Carbonell
Carlos Carbonell Baca (Lima, 14 de noviembre de 1951) es un exfutbolista peruano que se desempeñó como defensa, fue uno de los futbolistas más aguerridos en la década de los setenta.

## Trayectoria
Proveniente de las divisiones inferiores del club Club Juan Aurich donde  en 1968 fue subcampeón nacional.
En 1971 pasó a Universitario de Deportes donde estuvo durante cuatro temporadas, alcanzando la final de Copa Libertadores y el campeonato en 1974. Dejó el equipo crema en septiembre de 1975 para emigrar a México, precisamente al Atlas Fútbol CLub, compartiendo equipo con nada más y nada menos que Héctor Chumpitaz.
En 1977 retorna al Perú para jugar por Sporting Cristal saliendo campeón nacional en 1979, logro que obtuvo al lado de grandes jugadores de talla mundial como Héctor Chumpitaz,  Alfredo Quesada, Ramón Mifflin, Percy Rojas, Roberto Mosquera, Rubén Díaz entre otros.
En 1980 luego de jugar la Copa Libertadores por el cuadro rimense pasó al ADT de Tarma formando parte del equipo llamado «La barredora». En 1981 regresó a Universitario, en 1982 regresó al ADT de Tarma y en 1983 jugó por Sport Boys.
En 1985 compartió equipo con Hugo Sotil en Los Espartanos de Pacasmayo, club donde finalmente le puso fin a su carrera.

## Clubes

### Como futbolista
| Club                      | País   | Año         |
| ------------------------- | ------ | ----------- |
| Juan Aurich               | Perú   | 1969 - 1971 |
| Universitario de Deportes | Perú   | 1972 - 1975 |
| Atlas FC                  | México | 1975 - 1977 |
| Sporting Cristal          | Perú   | 1977 - 1980 |
| ADT de Tarma              | Perú   | 1980        |
| Universitario de Deportes | Perú   | 1981        |
| ADT de Tarma              | Perú   | 1982        |
| Sport Boys                | Perú   | 1983        |
| Los Espartanos            | Perú   | 1984 - 1985 |

### Como entrenador
| Club           | País | Año       |
| -------------- | ---- | --------- |
| Los Espartanos | Perú | 1986      |
| ADT de Tarma   | Perú | 1989-1990 |

## Palmarés

### Campeonatos nacionales
| Título           | Club                      | País | Año  |
| ---------------- | ------------------------- | ---- | ---- |
| Primera División | Universitario de Deportes | Perú | 1974 |
| Primera División | Sporting Cristal          | Perú | 1979 |